# بيرسي باريت
بيرسي باريت هو سياسي كندي، ولد في 7 أبريل 1948.